# Hendrik Martensz. Sorgh

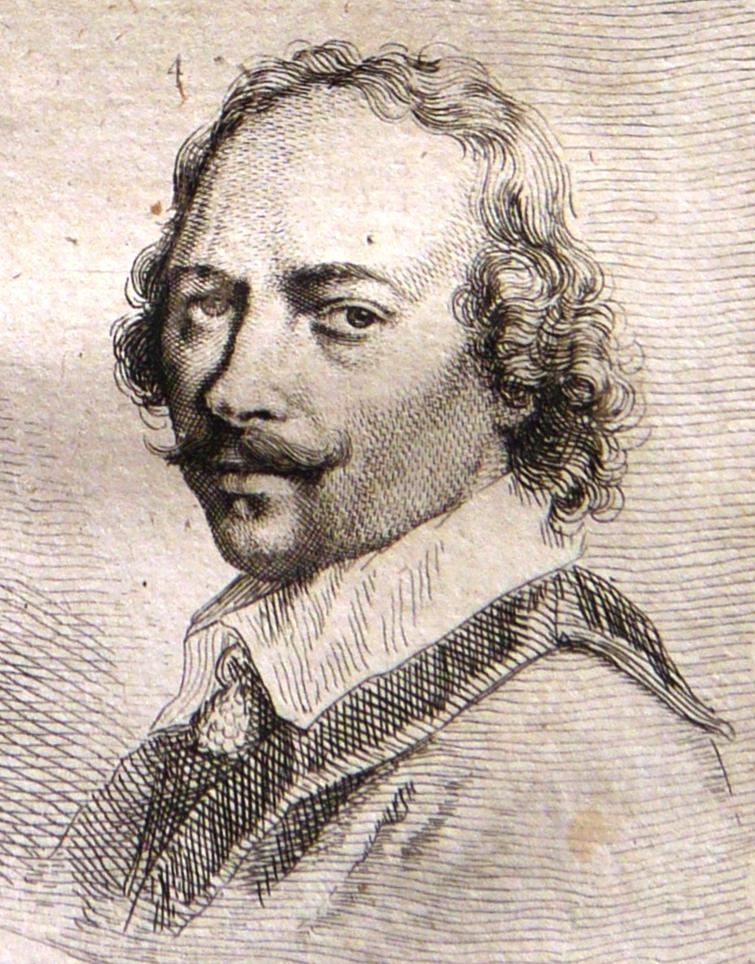
Hendrik Martensz. Sorgh

Hendrik Martensz. Sorgh (* um 1611 in Rotterdam; † vor 28. Juni 1670 ebenda) war ein niederländischer Maler.
Sorgh war in Rotterdam Schüler des Willem Pietersz. Buytewech, vermutlich beeinflusst durch Adriaen Brouwer. Er hat biblische Darstellungen in genrehafter Auffassung (z. B. die Anbetung der Hirten, in Petersburg, die Parabel vom Weinberg des Herrn, in Dresden) und Genrebilder aus dem Volksleben (Fisch- und Gemüsemärkte, Interieurs mit Figuren), aber auch Marinen und Flussufer gemalt, die zum Teil den Einfluss von Cornelis Saftleven und die Leidener Maler zeigen und sich durch Feinheit der Färbung und Lebendigkeit der Darstellung auszeichnen.
Sorgh war mit Adriaantje Hollaer verheiratet, er starb 1670 in Rotterdam, wo er am 28. Juni bestattet wurde.